# Registro Civil (España)
En España, el Registro Civil es un registro público que tiene por objeto hacer constar oficialmente los hechos y actos que se refieren al estado civil de las personas  y otros determinados por la Ley, como el nombre y apellidos, el nacimiento, la defunción, la filiación, el sexo y la nacionalidad. El Registro cumple la función de instrumento de publicidad de los estados civiles de las personas, pues al representar estos cualidades o situaciones que poseen una eficacia general, puede surgir un cierto interés de los terceros y de todo el grupo social en su conocimiento, y también constatación.
Aparecido en España en el año 1870, se caracteriza por ser institucionalmente único y depende de la Dirección General de Seguridad Jurídica y Fe Pública del Ministerio de Justicia.

## Regulación legal
El primer Registro Civil que funcionó regularmente en España se creó sólo para medianas y grandes poblaciones. Comenzó sus anotaciones con fecha 1 de enero de 1841 y fue sustituido por el vigente tras treinta años de funcionamiento.
El actual Registro Civil en España comenzó el 1 de enero de 1871, a raíz de la entrada en vigor de la Ley Provisional 2/1870, de 17 de junio, del Registro Civil y del Reglamento para la ejecución de las leyes de matrimonio y Registro civil, de 13 de diciembre de 1870. Esta ley exigía a todos los municipios la creación de un Registro Civil en el que se debían inscribir los datos referentes al estado civil de todos los españoles (nacimientos, matrimonios, defunciones, etc.), al margen de sus creencias.

Establecimiento del Registro civil de nacimientos, matrimonios y defunciones: Id. de ciudadanías; Registros municipales; Registro de la Dirección; Registro de los agentes diplomáticos y consulares. 

(GRAC. Y JUST.) "Artículo único: El Gobierno establecerá desde luego, con el carácter de provisional, el Registro civil en la Península e
islas adyacentes con arreglo al adjunto proyecto de ley y sin perjuicio de las alteraciones que las Cortes acuerden en su discusión definitiva. 

Madrid, 17 de junio de 1870.
Ley 2-17 Junio 1870

La ley fue presentada ante las Cortes por Eugenio Montero Ríos, ministro de Gracia y Justicia.
La legislación vigente en España es la Ley 20/2011, de 21 de julio, del Registro Civil aunque la Ley del Registro Civil de 8 de junio de 1957  se sigue aplicando de forma transitoria en algunas oficinas del Registro Civil y en determinados procedimientos, 

### Nueva regulación legal
La ley de 2011 establece en su preámbulo la importancia de la adopción de un nuevo modelo que se ajuste tanto a los valores consagrados en la Constitución de 1978 como a la realidad actual de la sociedad española. La Constitución de 1978 sitúa a las personas y a sus derechos en el centro de la acción pública. Y ese  reconocimiento de la dignidad y la igualdad ha supuesto el progresivo abandono de construcciones jurídicas de épocas pasadas que configuraban el estado civil a partir del estado social, la religión, el sexo, la filiación y el matrimonio.
La nueva Ley abandona la preocupación por la constatación territorial de los hechos concernientes a las personas, sustituyéndola por un modelo radicalmente distinto que prioriza el historial de cada individuo. Así, la Ley suprime el tradicional sistema de división del Registro Civil en Secciones -nacimientos, matrimonios, defunciones, tutelas y representaciones legales- y crea un registro individual para cada persona a la que desde la primera inscripción que se practique se le asigna un código personal.
La vocación modernizadora de la Ley, establece que se diseñe un Registro Civil único para toda España, informatizado y accesible electrónicamente, configurándose como una base de datos única, con un registro electrónico, en el que se practican asientos informáticos, que organiza la publicidad y da fe de los hechos y actos del estado civil. Desde esta concepción se incorpora el uso de las nuevas tecnologías y de la firma electrónica.

## Secciones del Registro Civil
Según la normativa vigente hasta 2014, el Registro Civil se encuentra dividido en cuatro Secciones y cada una de ellas se lleva en libros diferentes, independientes y formados con los requisitos reglamentarios, que reciben el nombre de: «nacimientos y general», la primera; «matrimonios», la segunda; «defunciones», la tercera y, finalmente, «tutelas y representaciones legales», la cuarta. La más importante de todas ellas es la de nacimientos, pues la inscripción del mismo es el centro de la vida jurídica de la persona; además, en ella también constan el sexo, la edad, el nombre, los apellidos y, en determinados casos, la filiación. También debe figurar en esta Sección la eventual modificación de la capacidad, la nacionalidad y de la vecindad civil.
La Sección de «matrimonios» se abre con la inscripción del acto de celebración de este, cualquiera que sea la forma en que se haya realizado. También debe de constar la sentencia y resoluciones sobre nulidad, divorcio o separación y todos aquellos actos que supongan el fin de la relación conyugal. También pueden inscribirse los regímenes de la sociedad conyugal y los actos y resoluciones que los alteren.
La finalidad de la Sección de «defunciones» consiste en la inscripción de la muerte de la persona, y en su caso, la declaración del fallecimiento, mientras que la Sección cuarta, la que recibe el nombre de «tutelas y representaciones legales», tiene por objeto la inscripción de la constitución de los organismos tutelares y el resto de resoluciones legales, así como su eventual modificación. No tiene cabida en esta Sección la inscripción de la patria potestad, ni las funciones tutelares que puedan corresponder a establecimientos de beneficencia.

## Tipos de asientos inscribibles
Se practican los siguientes asientos:
- Inscripciones. Tienen plena eficacia probatoria, independientemente de si son principales (las que abren folio) o marginales (se inscriben en el folio abierto).
- Anotaciones. Son notas simplemente informativas y sin valor probatorio.
- Notas marginales, referencias entre los distintos libros.

## Valor jurídico
Las inscripciones constituyen prueba de los hechos inscritos, las anotaciones por el contrario tienen carácter meramente informativo.
Las inscripciones solo se pueden rectificar por sentencia firme, aunque en algunos casos limitados se puede modificar por expediente administrativo sin recurrir a juicio.

## Publicidad del registro
El registro es público para quienes tengan interés en conocer los asientos. Este interés se presume en quien solicita la certificación. La publicidad se halla limitada en los casos de filiación no matrimonial, adopción, causas de nulidad matrimonial, divorcio, separación matrimonial, suspensión de patria potestad y rectificación de sexo.
En estos casos solo se podrá informar a la persona a la que directamente afecte el contenido de las anotaciones y a otras personas pero con autorización judicial.

## Asignación del Registro Civil a los Registradores mercantiles
En 12 de febrero de 2014 el decano del Colegio de Registradores de la Propiedad de España comunicó al millar de sus afiliados que el Ministerio de Justicia había tomado la decisión de asignar a los registradores de la propiedad la gestión de los registros civiles con plena capacidad autoorganizativa del Colegio de registradores en cuanto a organización territorial, material y tecnológica del Registro Civil. Para algunos sindicatos y trabajadores del registro civil el traspaso de competencias supone la privatización del servicio público de los registros. Para el ministro de Justicia Alberto Ruiz-Gallardón no puede hablarse de privatización ya que los trámites que realizan los funcionarios judiciales en el Registro Civil seguirán siendo gratuitos —nacimiento y defunción—, si bien otros pueden tener tasas o aranceles —inscripciones, certificaciones de matrimonio, fe de vida, etc.—. Se estima que el coste aproximado podría ser de 20 euros en las certificaciones y de 100 euros en la apertura de expedientes. El 12 de marzo de 2014 las diferencias entre los intereses de los registradores -que pretendían cobrar aranceles- y el Ministerio de Justicia paralizó las negociaciones entre ambos. El Ministerio de Justicia informó que seguirían buscándose alternativas, los sindicatos aunque consideraban positivo que se haya "interrumpido" la negociación abierta por el Ministerio de Justicia para entregar el Registro Civil a los registradores, han advertido que la privatización seguía adelante aunque fueran otras las alternativas.
El 4 de julio de 2014 el gobierno de Mariano Rajoy aprobó un Real Decreto para el traspaso del Registro Civil a los registradores mercantiles. Entre muchas críticas a la decisión del gobierno se señala que el presidente Mariano Rajoy es registrador de la propiedad, que tiene dos hermanos que también son registradores, y que el ministro de Justicia es yerno de una registradora.
Finalmente, el gobierno, mediante la Ley 19/2015, derogó las disposiciones adicionales que asignaban la gestión del Registro Civil a los registradores mercantiles.